# آدام جونز
آدام جونز به (به انگلیسی: Adam Thomas Jones) زاده‌ی ۱۵ ژانویه ۱۹۶۵ ،هنرمند آثار نمایشی و موسیقیدان اهل آمریکا است که بیشتر به عنوان عضوی از گروه پراگرسیو متال امریکایی تول شناخته می شود.
وی تاکنون توانسته است سه جایزه گرمی همراه با گروه تول برنده شود.مجله رولینگ استون آدام جونز را در ردیف ۷۵ام گیتاریست های تمام زمان‌ها قرار داده است.،مجله‌ی دنیای موسیقی او را در بین ۱۰۰ گیتاریست برتر متال در جایگاه نهم قرار داده است.